# Asociación Casal dels Infants

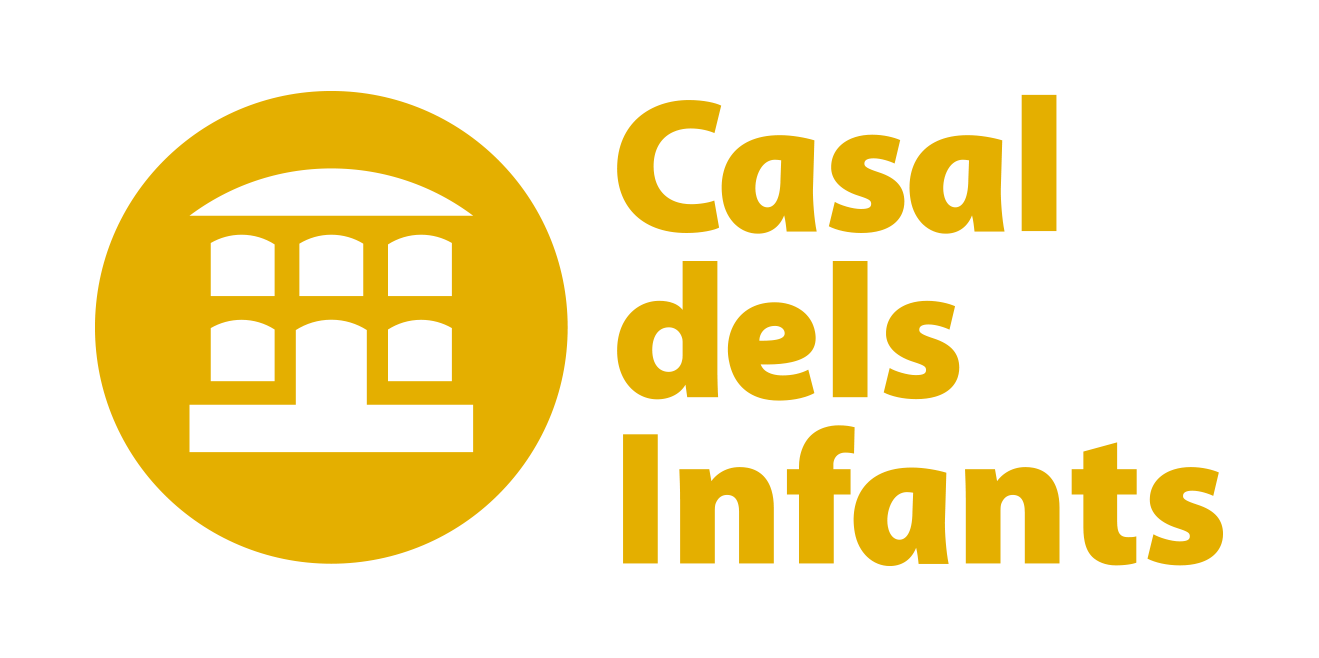
Casal dels Infants

La Asociación Casal dels Infants es una organización sin ánimo de lucro, que desde 1983 acompaña a niñas, niños, jóvenes en riesgo de exclusión social, y a sus familias, en su proceso educativo, y en la construcción conjunta de espacios de confianza en los que encuentran el apoyo que necesitan para poder aprovechar al máximo sus oportunidades educativas y de crecimiento personal. 
Enfoca sus esfuerzos educativos hacia el desarrollo de las capacidades de estos niños, niñas y jóvenes con servicios de calidad, orientados hacia un enfoque preventivo y promocionador de las personas. De la mano de un equipo de educadores y educadoras sociales, especialistas en el trabajo con personas en riesgo de exclusión social.
Tiene su sede en el barrio del Raval de Barcelona y promueve la movilización ciudadana y el voluntariado activo para conseguir mejoras concretas y duraderas en la calidad de vida de los niños, jóvenes y familias en situación o riesgo de exclusión social y en las comunidades donde viven.